# Târnăvița (okręg Arad)
Târnăvița – wieś w Rumunii, w okręgu Arad, w gminie Hălmăgel. W 2011 roku liczyła 184 mieszkańców. 